# خورشیدگرفتگی ۲۵ فوریه ۱۹۷۱
خورشیدگرفتگی ۲۵ فوریه ۱۹۷۱ (به انگلیسی: Solar eclipse of February 25, 1971) یک خورشیدگرفتگی از نوع خورشیدگرفتگی جزئی است. این خورشیدگرفتگی در تاریخ ۲۵ فوریه ۱۹۷۱ میلادی (‎۶ اسفند ۱۳۴۹ خورشیدی) روی داد که زمان اوج آن، ساعت ۹:۳۸:۰۷ به‌وقت ساعت هماهنگ جهانی بوده‌است.